# André Bucher (beeldhouwer)
André Bucher (Inhambane, 7 maart 1924 – Genève, 6 juni 2009) was een Zwitserse beeldhouwer, schilder en graficus.

## Leven en werk

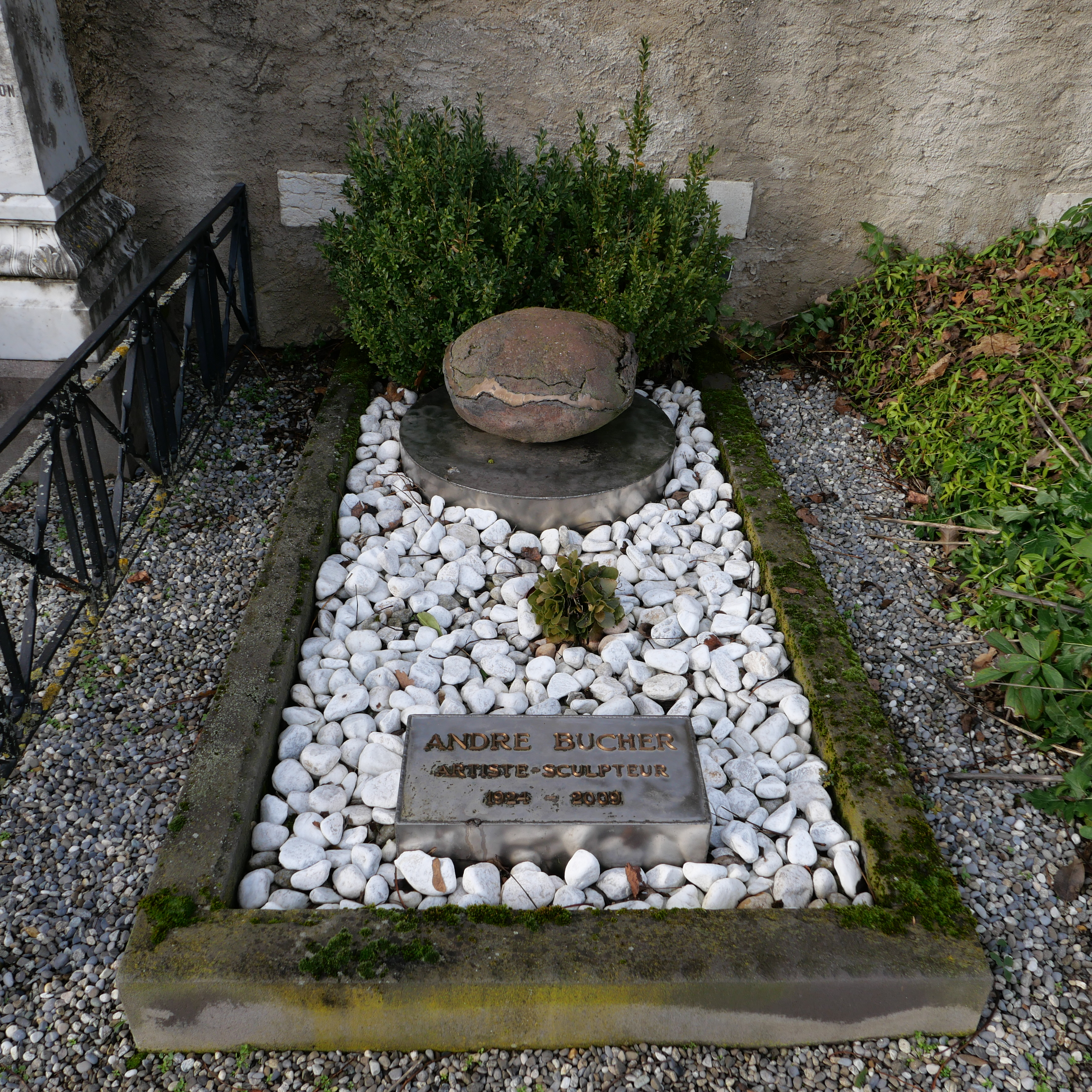
Bucher's graf op de oude begraafplaats van Cologny.

Bucher werd geboren in Mozambique, als zoon van ouders uit Kerns. Hij bracht zijn jeugd door in het kanton Tessin, waar hij al op jonge leeftijd de ateliers bezocht van onder anderen August Macke, Alberto Giacometti en Marino Marini. Hij bezocht de kunstacademies van Zürich en Parijs en was stagiair in ateliers in Londen, Berlijn en Rome. Vanaf 1948 woonde en werkte hij in Genève. Hij was van 1948 tot 1966 werkzaam als graficus, modelbouwer en kunstschilder.
Vanaf 1967 maakte hij uitsluitend beeldhouwwerk. In 1976 had hij een ontmoeting met de Belgisch-Franse geoloog en vulkanoloog Haroun Tazieff, die hem liet kennismaken met het werken met lava in vloeibare staat. Bucher creëerde in zijn atelier sculpturen, waarbij hij gebruik maakte van lava in combinatie met brons.

## Werken (selectie)
- Les quatre conféderés (1970)[1], Domaine de Penthes in Genève
- Atlas (1981), Kirchheimer Kunstweg in Kirchheim unter Teck
- Sculptuur (1981), Gemeentehuis van Kerns
- Die Gerechtigkeit (1982), Bundesverfassungsgericht in Karlsruhe
- Gegenüberstellung (1985), Kirchheim unter Teck
- Gegensetze (1985), Kirchheim unter Teck
- Brunnen am Postplatz (1985), Kirchheim unter Teck
- Ruhebank (1987)[2], Kaiserstrasse in Karlsruhe
- Ligature (1988), Fribourg
- Monument au Röstigraben (1992), bij de Pont de Saint-Jean in Fribourg
- Équilibre (1996), Roue de la vie in Gstaad
- Sculptuur, Clinique la Colline in Genève

## Fotogalerij

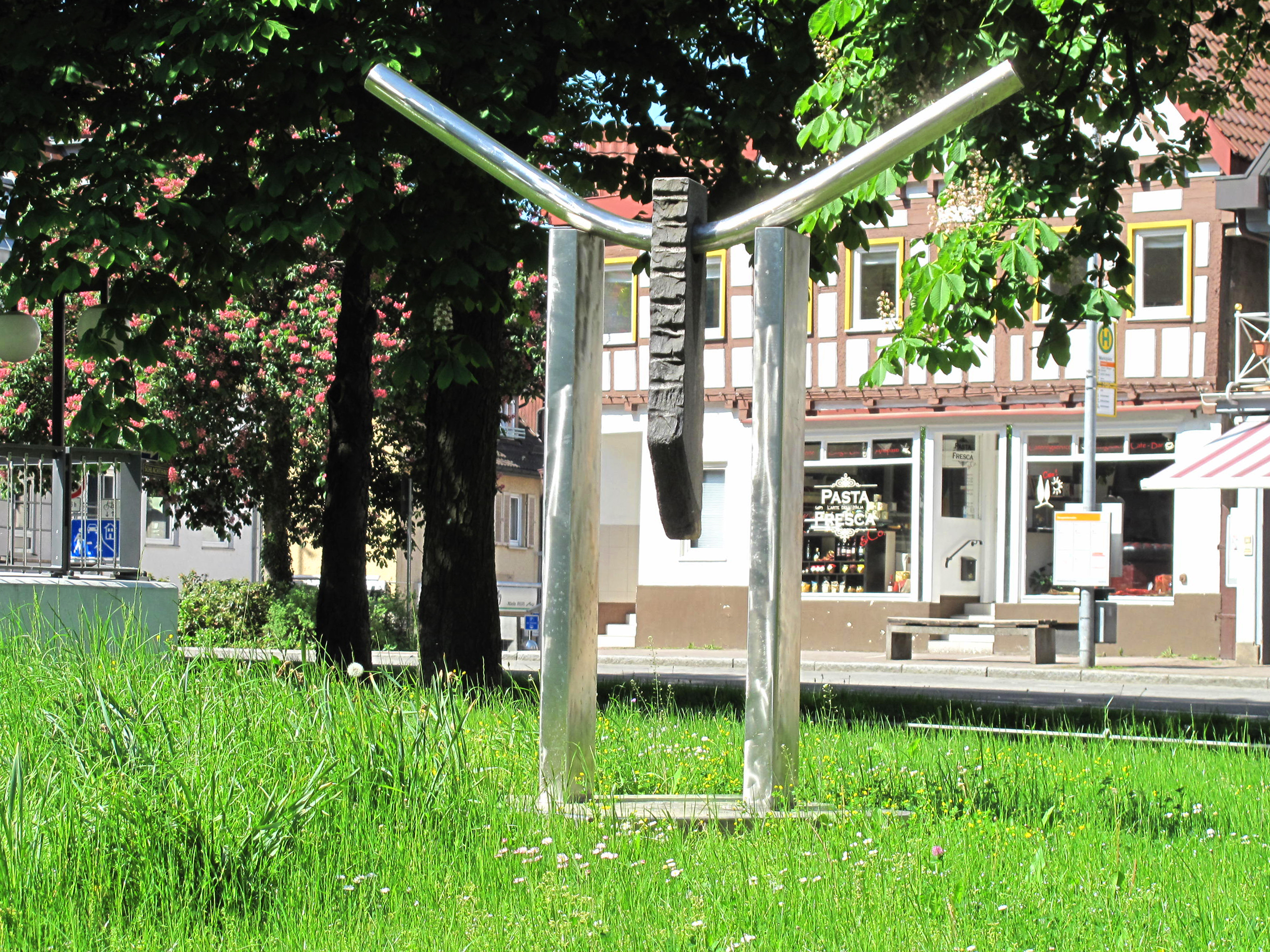
Atlas (1981)
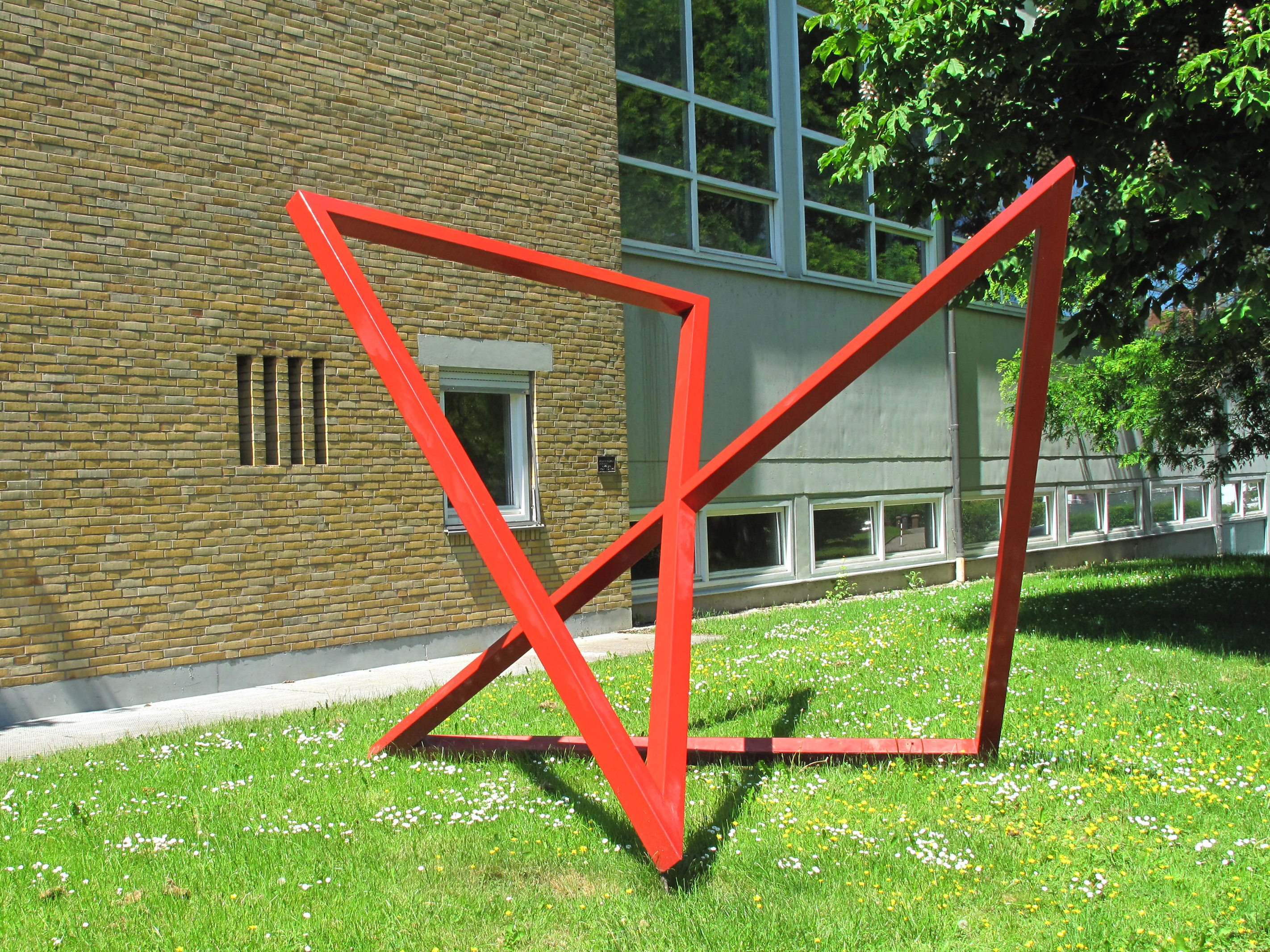
Gegensetze (1985)
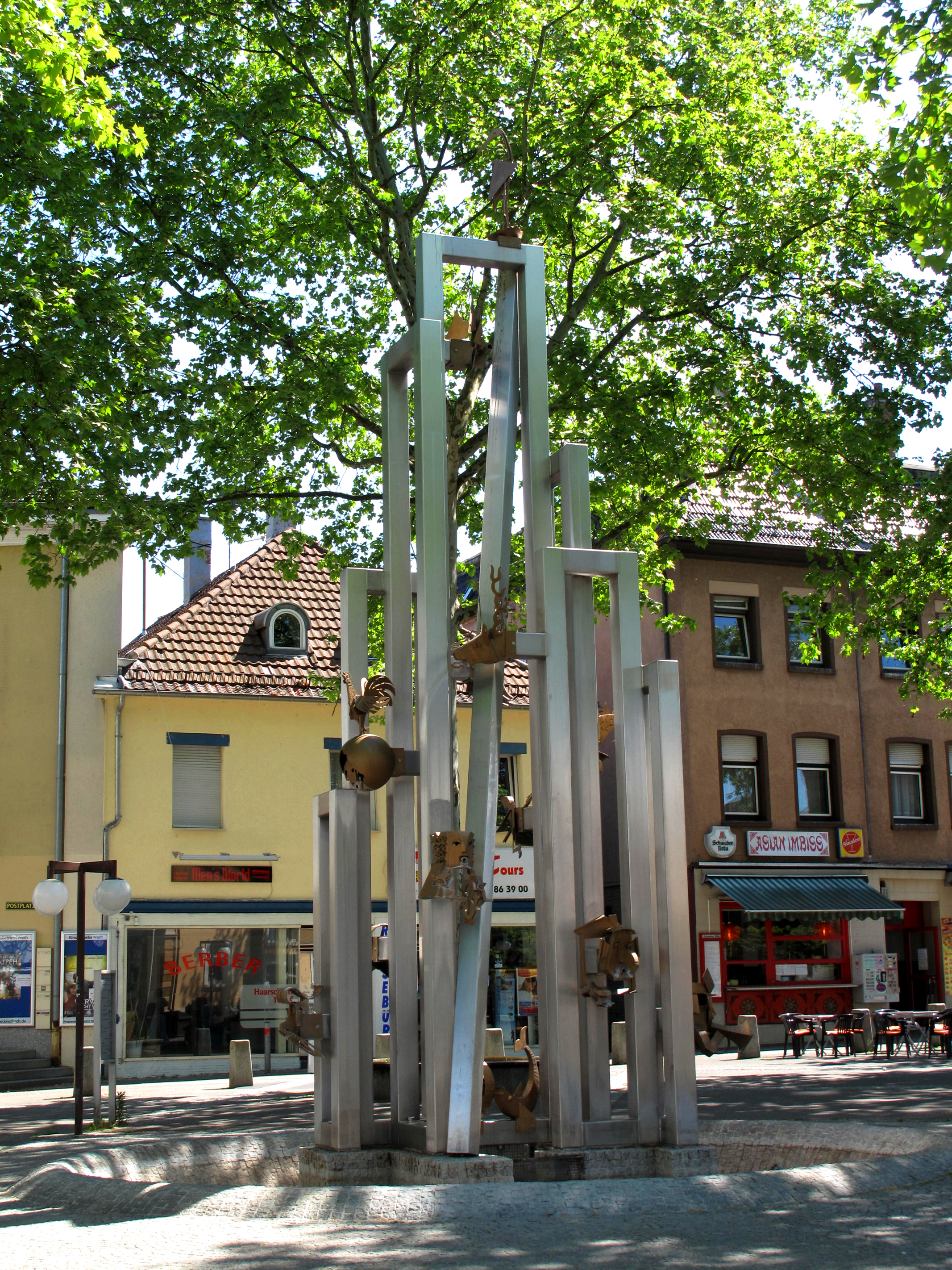
Brunnen (1985)
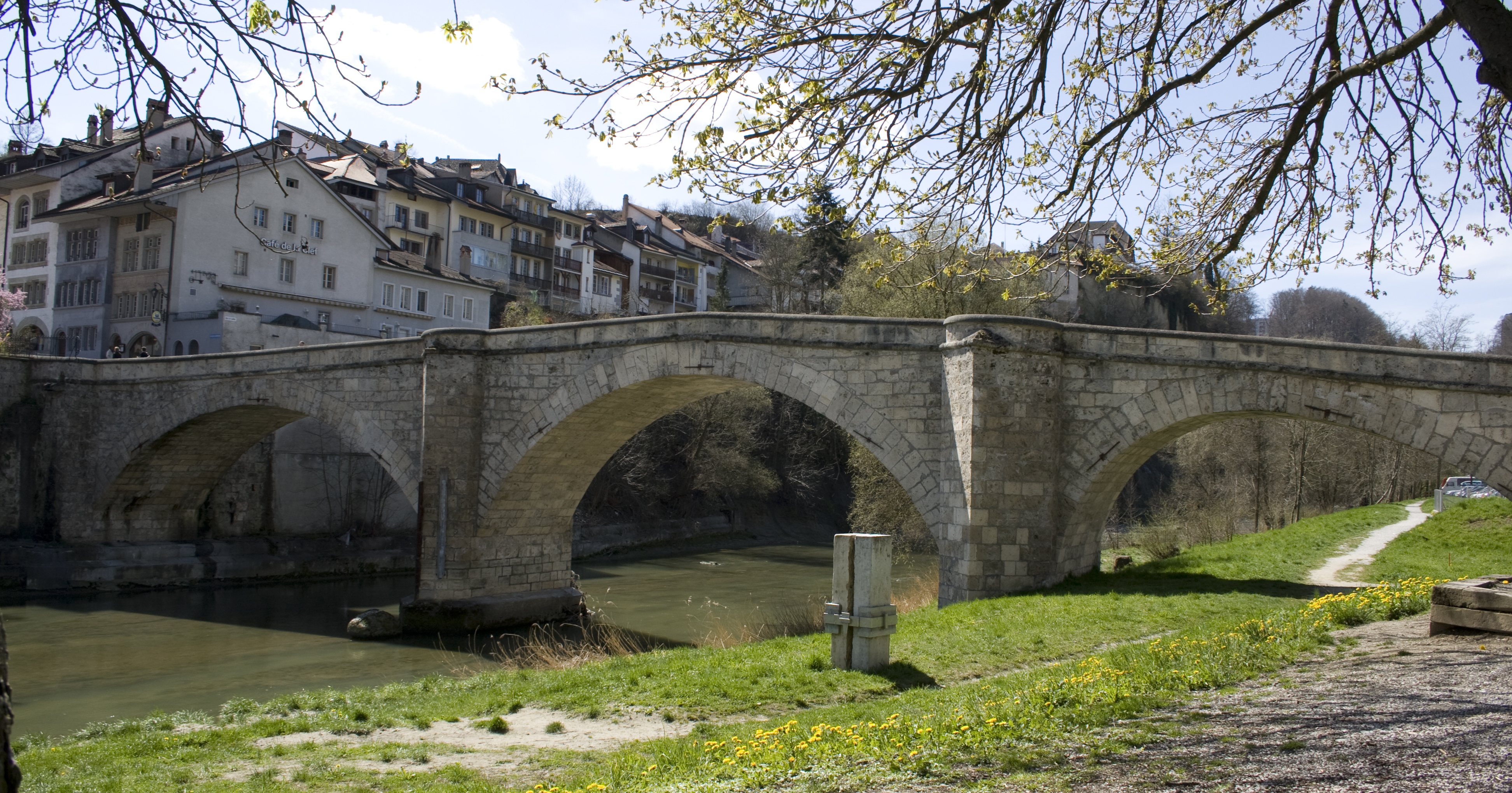
Monument au Röstgraben (1992)